# SEIKO MATSUDA CONCERT TOUR 2007 Baby's breath
『SEIKO MATSUDA CONCERT TOUR 2007 Baby's breath』（セイコ・マツダ・コンサート・ツアー・2007・ベイビーズ・ブレス）は、松田聖子のライブ・ビデオ。2007年9月19日にDVD発売。同年11月21日にはBlu-ray Discとしても発売。発売元はSony Records。

## 解説
同年6月～7月に行われたコンサート・ツアーからツアー初日さいたまスーパーアリーナ公演の模様を収録したDVD及びBlu-ray Disc。
同年発売アルバム『Baby's breath』からの楽曲を中心に披露した。
「涙がただこぼれるだけ」から「あなたに逢いたくて〜Missing You〜」までは30人あまりのストリングス・セクションの演奏とともに披露された。

## 収録曲
1. Overture
2. 春・夏・秋・冬
3. 僕がそばにいるから
4. しあわせをつかまなくちゃ!
5. 迷い込んだdestiny
6. ピーチ・シャーベット
7. MC1
8. 白いパラソル
9. 風立ちぬ
10. 野ばらのエチュード
11. 涙がただこぼれるだけ
12. MC2
13. もう一度出会える奇跡
14. 蒼い雨
15. あなたに逢いたくて〜Missing You〜
16. Rock'n Rouge
17. MC3
18. 青い珊瑚礁
19. 渚のバルコニー
20. 天国のキッス
21. 時間の国のアリス
22. チェリーブラッサム
23. 夏の扉
24. 旅立ちはフリージア
25. 20th Party
26. MC4
27. 赤いスイートピー
28. Special Encore